# Grandal (Villarmayor)
Grandal (llamada oficialmente San Pedro de Grandal) es una parroquia española del municipio de Villarmayor, en la provincia de La Coruña, Galicia.

## Entidades de población
Entidades de población que forman parte de la parroquia:
- Agra (A Agra)
- Anduriña (A Andoriña)
- Castiñeira Nova (A Castiñeira Nova)
- Castiñeira Vella (A Castiñeira Vella)
- Cepeira (A Cepeira)
- Gaiba (A Gaiba)
- Iglesia (A Eirexa)
- Allón
- Maceira (A Maceira)
- Baltar
- Bouzoa
- Brea
- Cabezal (O Cabezal)
- Castro (O Castro)
- Cobo (O Covo)
- Porto (O Porto)
- Carballás (Os Carballás)
- Saamil (Samil)
- Vilaboa
- Vilar
- O Aciveiro
- Os Chaos
- A Fraga
- As Teixoeiras

## Despoblado
- Ribeira (A Ribeira)

## Demografía
| Gráfica de evolución demográfica de Grandal entre 2000 y 2019 |
|                                                               |
| Datos según el nomenclátor publicado por el INE.              |